# 적응방산

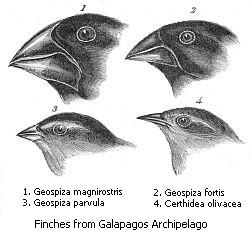
갈라파고스 제도에서 발견된 14종의 핀치새 중 4종은 적응 방사선을 통해 진화한 것으로 생각되며 부리 모양을 다양화하여 다양한 먹이원을 이용할 수 있도록 한다.

적응방산은 진화생물학에서, 같은 조상을 가진 생물의 어떤 한 분류군이 환경에 적응해가는 과정에서 식성, 생활방식 등에 따라 다양하게 진화하여 그것이 심화되고 결과적으로 여러 종으로 나뉘는 것을 의미한다. 특히 환경의 변화로 인해 새로운 자원을 이용할 수 있게 되거나, 생물학적 상호작용을 변경하거나, 새로운 생태적 지위를 열 때 그렇다. 단일 조상에서 시작하여 이 과정은 다양한 형태학적 및 생리학적 특성을 나타내는 종 배열의 종분화 및 표현형 적응을 초래한다. 대표적인 예로 갈라파고스 핀치새가 있다.

## 같이 보기
- 캄브리아기 폭발